# Nihonkai Telecasting
Nihonkai Telecasting (日本海テレビジョン放送株式会社 Nihonkai Terebijon Hōsō kabushiki gaisha), (viết tắt: NKT) là mạng truyền hình có trụ sở tại thành phố Tottori và tỉnh Shimane. NKT là thành viên của hai mạng truyền hình lớn đó là Nippon News Network (NNN) và Nippon Television Network System (NNS).